# Kojari, Smolean
Kojari (în bulgară Кожари) este un sat în comuna Borino, regiunea Smolean,  Bulgaria. 

## Demografie
Componența etnică a satului Kojari
     Bulgari (100%)
     Nicio identificare (0%)
     Altele (0%)
La recensământul din 2011, populația satului Kojari era de 97 locuitori. Din punct de vedere etnic, toți locuitorii erau bulgari.